# Thenus australiensis
Thenus australiensis is een tienpotigensoort uit de familie van de Scyllaridae. De wetenschappelijke naam van de soort is voor het eerst geldig gepubliceerd in 2007 door Burton & Davie.